# Vernaccia
Die Bezeichnung Vernaccia wird in Italien für mehrere, nicht unbedingt stets miteinander verwandte Weißweinsorten und Rotweinsorten verwendet. Der Name Vernaccia ist häufig zu finden, weil er auf das italienische Wort vernacolo (einheimisch) zurückgeht.
So gibt es eine weiße Vernaccia Bianca (auch Bergamasca, Guarnaccia, Vernatsch Weiß) und eine rote Vernaccia Nera (auch Cerretana, ebenfalls Guarnaccia, Vernaccia di Teramo und Urnaccia).
Daneben gibt es zahlreiche weitere Sorten, deren Namen mit Vernaccia beginnen und als zweiten Teil einen Orts- oder Gebietsnamen angefügt haben. Bekannt ist eine Sorte aus der Toskana, aus der heute der DOCG-Weißwein Vernaccia di San Gimignano gekeltert wird (auch Zuccaia, Verdea D'Arceteri, Vernaccia di Toskana).
Auf Sardinien wird aus einer mit den anderen nicht verwandten Sorte der DOC-Weißwein Vernaccia di Oristano produziert.
In der Region Marken wird aus einer als Vernaccia Nera oder Vernaccia delle Marche bezeichneten Sorte der rote DOC-Schaumwein Vernaccia di Serrapetrona erzeugt. Eventuell handelt es sich dabei um eine Spielart der Sorte Grenache.
Der in Südtirol als Vernatsch angebaute Rotwein hat mit den Vernaccia-Weinen nichts zu tun. Dieser entspricht vielmehr dem in Württemberg verbreitet angebauten Trollinger.